# Марбл (игрушка)

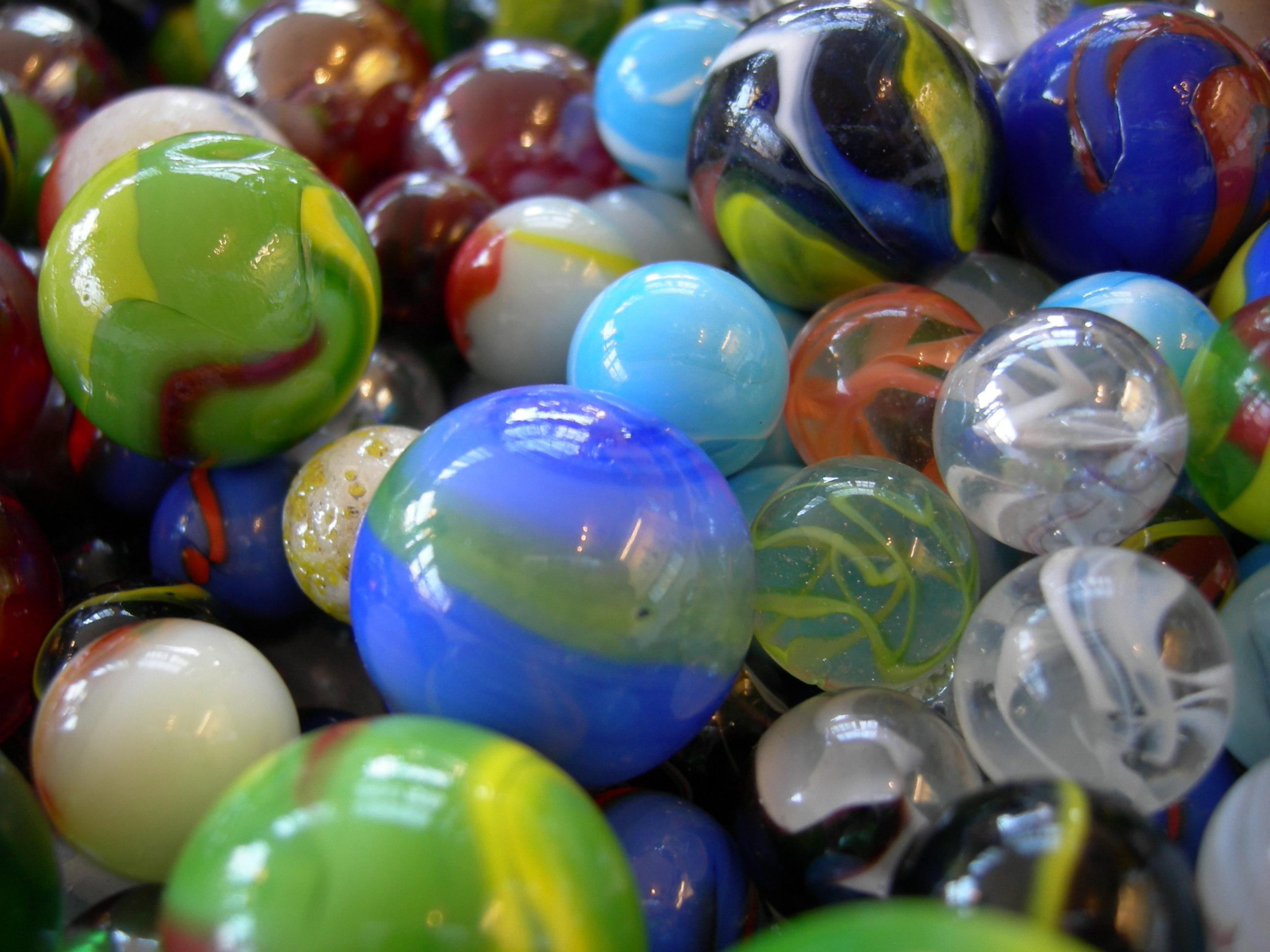
Марблы.

Марбл (англ. marble, также означает «мрамор») — небольшая сферическая игрушка, обычно — разноцветный шарик, изготовленный из стекла, глины, стали или агата. Эти шары различаются по размеру. Чаще всего они около 1⁄2—1 дюйма (1,25—2,5 см) в диаметре, но размер может варьироваться от менее чем 1⁄30 дюйма (0,111 см) до более трёх дюймов (7,75 см), а некоторые «марблы» из художественного стекла — и более 12 дюймов (30 см) в диаметре. Марблы используются в различных играх, носящих общее название «марблс» (marbles). Шарики интересных цветов являются объектом коллекционирования.
На севере Англии эти шарики и игры с ними известны под названием «taws», а большие taws называют «бутылочными шайбами» (подобные марблы использовались в бутылке для газированных напитков, изобретённой британским производителем напитков Хирамом Коддом).

## История
Марблы предположительно появились впервые во времена индской цивилизации на территории современного Пакистана, недалеко от реки Инд. Различные марблы, сделанные из камня, были найдены на раскопках близ Мохенджо-Даро. Марблы также часто упоминаются в римской литературе, и есть много примеров марблов из древнего Египта. Они, как правило, были сделаны из глины, камня или стекла. В Риме каменные марблы делались, в основном, из мрамора, откуда и пошло английское название («марбл» по-английски и означает «мрамор»).
Немецкий стеклодув изобрёл в 1846 году устройство для изготовления марблов. Первое массовое производство игрушечных шариков (из глины) было начато в США, в городе Акрон, штат Огайо, С. Дайком в начале 1890-х годов. Некоторые из первых выпущенных в США марблов из стекла также были сделаны в Акроне Джеймсом Харви Лейтоном. В 1903 году Мартин Фридрих-Кристенсен, также из Акрона, штат Огайо, сделал первые стеклянные шарики, произведённые машинным способом, на своей запатентованной машине. Его компания, The MF Christensen & Son Co, производила миллионы игрушечных и промышленных стеклянных марблов, пока не прекратила свою деятельность в 1917 году. Следующий американской компанией, вышедшей на рынок стеклянных марблов, была Akro Agate. Эта компания была основана акронцами в 1911 году, но находилась в Кларксберге, Западная Виргиния.

## Игры
В различных странах существуют тысячи различных вариантов игры в марблы. Например, игра «ringer» подразумевает вычерчивание круга на песке, помещение туда нескольких марблов и попытки различными игроками выбить своими марблами марблы, находящиеся в круге. Другой вариант — «ролли», когда в земле делаются небольшие отверстия, куда помещаются марблы, после чего игроки своими марблами стараются выбить их оттуда.

## В искусстве
- Периодически упоминаются как разновидность детской «валюты» в «Приключениях Тома Сойера» (в советском переводе «алебастровые шарики»).
- В англоязычной литературе также широко распространено идиоматическое выражение «потерять свои „марблы“»,[3] — отображающее широкий спектр описания потери человеком контроля над собой — от вспышек гнева до серьёзных психических заболеваний, — в неформальном, часто — юмористическом, ключе. В широком смысле: «краткая или долговременная потеря разума». Примеры русских эквивалентных идиом могут включать: «подпрыгнул до потолка/чуть не взорвался от злости/бешенства», «съехал с катушек», «трёхнулся», «подвинулся умом», «шарики за ролики заехали» и т. п.
- Игра в шарики, цель которой — отобрать у соперника все марблы без применения силы — основа сюжета шестого эпизода первого сезона сериала «Игра в кальмара» (2021).